# Station Lipowe Pole
Station Lipowe Pole is een spoorwegstation in de Poolse plaats Lipowe Pole Plebańskie.